# Chris Pile (Programmierer)
Christopher Pile (* 1969) ist ein britischer Informatiker, der in Plymouth lebt. Als Autor von Malware wurde er unter dem Pseudonym The Black Baron bekannt.
1995 wurde Pile als erste Person nach dem knapp fünf Jahre zuvor erlassenen Britain's Computer Misuse Act verurteilt.

## Entwickelte Software
Pile machte keine Ausbildung zum Informatiker und lernte autodidaktisch.
Er begann das Programmieren Mitte der 1980er Jahre. Seine bevorzugte Programmiersprache war Z80-Assembler am Sinclair ZX Spectrum. Anfangs entwickelte er vor allem Dienstprogramme wie den Assembler Dr Kode-Editor oder das Formatierprogramm Ultra208. Außerdem war er der Autor von Dr Scroll VTX5000, einem Programm, mit dem ein mit VTX5000-Modem ausgestatteter ZX Spectrum auf Bulletin Boards zugreifen konnte. Pile hatte auch mehrere Programme in der damals bekannten Computerzeitschrift Your Sinclair veröffentlicht, unter anderem Grafikroutinen für schnelles Zeichnen von Kreisen oder zum Floodfilling. Er war regelmäßiger Teilnehmer an Wettbewerben des Magazins.
Ab 1990 beschäftigte sich Pile vor allem mit dem damals neu erschienenen Heimcomputer SAM Coupé. Auf diesem System programmierte er eine CP/M-Implementierung namens ProDOS und später eine sehr originalgetreue Portierung des Arcadespiele-Klassikers Defender.
In den 1990er Jahren arbeitete Pile dann als Programmierer für kommerzielle Computerspiele und entwickelte hauptsächlich Software für Spielkonsolen mit Z80-CPU, wie Game Boy, Game Gear und das Master System.
1997 programmierte Pile für Windows einen Emulator in x86-Assembler, der speziell für das Arcade-Spiel Asteroids von Atari ausgelegt war.
Seine letzten bekannten Tätigkeiten als Programmierer waren für die Game-Boy-Color-Spiele X-Men: Mutant Academy und LEGO Island 2: The Brickster's Revenge in den Jahren 2000 und 2001.

## Malware
Unter dem Pseudonym The Black Baron entwickelte Chris Pile auch Malware. Bekannt ist vor allem seine Engine für polymorphe Computerviren namens SMEG.
SMEG steht für Simulated Metamorphic Encryption Generator. Die Engine war auch ohne Programmier-Kenntnisse einfach zu bedienen. Eine einfache Objektdatei wurde erstellt, die unkompliziert mit einem bereits vorhandenen Viruscode verknüpft werden konnte. Der daraus resultierende neue Viruscode war dann polymorph und konnte von Antivirensoftware viel schwerer erkannt werden, da er bei jeder neuen Infektion eine andere Form hatte. SMEG war die erste Engine dieser Art, die auch zufällige CALLs für generierte Subroutinen innerhalb ihrer Verschlüsselung generieren konnte. Die Engine verwendet ausschließlich Anweisungen in Form von x86-Maschinenbefehlen.
Pile war der Autor eines Viruscodes, aus dem er die Dateiviren Pathogen und Queeg kompilierte. Pathogen wurde mit SMEG 0.1 verschlüsselt, Queeg erschien etwa ein Jahr später und enthielt einen anderen Text. Queeg war außerdem mit SMEG 0.2 überarbeitet worden, ansonsten besteht zwischen den beiden Viren kein Unterschied.

### Juristische Folgen
1995 musste Pile eine eineinhalbjährige Haftstrafe antreten, er war damals 26 Jahre alt und arbeitslos. Ein mit Pathogen infiziertes Programm wurde im August 1994 auf einem Bulletin Board zum Download angeboten. Die Staatsanwaltschaft gab an, ein nicht genanntes Opfer habe durch Piles Viren einen Schaden in Höhe von einer halben Million britischer Pfund erlitten. Angeblich soll es sich dabei um Sid Meiers Firma MicroProse gehandelt haben. Bei Chris Piles Verhandlung am 26. Mai 1995 wurde er in folgenden Punkten für schuldig befunden:
- unbefugter Zugriff auf Computeranlagen in fünf Fällen,
- unautorisierte Datenveränderung in fünf Fällen,
- Anstiftung zur Verbreitung von Computerviren.

Am 15. November 1995 wurde das Strafmaß verkündet und Chris Pile wurde zu 18 Monaten Freiheitsentzug verurteilt. Der Richter Jeremy Griggs erklärte, dass Pile mit seiner Malware ein lebenswichtiges Werkzeug unserer Zeit sinnlos verwüsten würde, daher könne er auch keine milde Bestrafung erwarten.

“I am often asked if virus writers are good programmers. This is a little like asking if Jack the Ripper was a good surgeon – for the most part, such a question is not only irrelevant, but offensive. Any skill displayed in executing a malicious act can only make that act more abominable.”

„Ich werde oft gefragt, ob Virenschreiber gute Programmierer sind. Das ist ein bisschen wie die Frage, ob Jack the Ripper ein guter Chirurg war – in den meisten Fällen ist eine solche Frage nicht nur irrelevant, sondern auch beleidigend. Setzt man sein Talent zur Ausführung einer böswilligen Tat ein, wird es diese Tat nur noch abscheulicher machen.“

Einigen Berichten nach soll Pile die erste Person überhaupt sein, die wegen der Entwicklung und Verbreitung von Computerviren eine Haftstrafe antreten musste. Richtig ist, dass er der Erste war, der nach den 1990 erlassenen britischen Gesetzen gegen Computerkriminalität verurteilt wurde. Bereits 1990 gab es in Großbritannien einen Prozess gegen den Biologen Dr. Joseph Popp, der als Erster ein Trojanisches Pferd als Ransomware nutzte. Popp war aber wegen Erpressung angeklagt worden, nicht wegen Computerkriminalität. Aufgrund seiner schlechten psychischen Verfassung wurde das Verfahren eingestellt und er wurde aus der Untersuchungshaft entlassen. In den USA wurde ebenfalls 1990 Robert Tappan Morris für die Freisetzung des ersten Internetwurms zu einer dreijährigen Bewährungsstrafe verurteilt. In den USA gab es Gesetze gegen Computerkriminalität bereits seit 1986. Morris war der Erste, der danach verurteilt wurde.
Um die Jahrtausendwende kam es dann regelmäßig zu weltweit Aufsehen erregenden Strafverfahren wegen der Entwicklung und Verbreitung von Malware. In Taiwan, den USA, den Niederlanden und auf den Philippinen mussten sich in dieser Zeit die Autoren von CIH, Melissa, Anna Kournikova und Loveletter vor Gericht verantworten. Eine klare Rechtslage zur Computerkriminalität etablierte sich in vielen Ländern erst im Lauf der folgenden zehn Jahre.

## Trivia
- Die Namen „Smeg“, „Queeg“ und „Pathogen“ stammen aus der britischen Science-Fiction-Serie Red Dwarf. Zitate aus dieser Serie wurden auch für Textmeldungen der Viren verwendet.[2][9]
- Der angezeigte Text von Pathogen enthält eine Anspielung auf den bulgarischen Virus-Autor Dark Avenger:

```
Programmed in the U.K. (Yes, NOT Bulgaria!)
```

Dark Avenger ist ebenfalls für die Entwicklung einer polymorphen Mutations-Engine bekannt. Die von ihm geschriebene Mutations Engine (MTE) war das erste Programm dieser Art.